# لويس دي سوزا فيريرا
لويس إميليو دي سوزا فيريرا هوبي (بالإسبانية: Luis Emilio de Souza Ferreira Huby)‏ الشهير باسم لويس دي سوزا فيريرا (6 أكتوبر 1908 في ليما ، بيرو – 29 سبتمبر 2008 في لا بونتا، بيرو) لاعب كرة قدم بيروفي كان يجيد اللعب في مركز المهاجم .
تخرج فيريرا من الجامعة حاملا لشهادة الهندسة وانضم إلى نادي الجامعي دي بيرو في سنة 1926 . بقي في النادي 8 سنوات .
مثل منتخب بيرو من 1929 إلى 1934 . شارك في بطولة كأس العالم لكرة القدم 1930 التي أقيمت في الأوروغواي . أصبح فيريرا أول لاعب كرة قدم بيروفي يسجل في نهائيات كأس العالم.

## وصلات خارجية
- لويس دي سوزا فيريرا على موقع الاتحاد الدولي (مؤرشف)  (الإنجليزية)
- لويس دي سوزا فيريرا على موقع قاعدة بيانات كرة القدم.إي يو (الإنجليزية)
- لويس دي سوزا فيريرا على موقع ناشيونال فوتبول تيمز (الإنجليزية)
- لويس دي سوزا فيريرا على موقع عالم كرة القدم.نت (الإنجليزية)
- لاعبو الفريق الواحد [الإنجليزية]